# Gruppo Sportivo Solvay Rosignano 1949-1950
Questa voce raccoglie le informazioni riguardanti il Gruppo Sportivo Solvay Rosignano nelle competizioni ufficiali della stagione 1949-1950.

## Rosa
| N. |                   | Ruolo | Calciatore        |
| -- | ----------------- | ----- | ----------------- |
|    | Italia (bandiera) | A     | M. Bini           |
|    | Italia (bandiera) | C     | Giuseppe Cammilli |
|    | Italia (bandiera) | C     | P. Colombaioni    |
|    | Italia (bandiera) | A     | P. Gambarelli     |
|    | Italia (bandiera) | A     | M. Marchi         |
|    | Italia (bandiera) | D     | E.P. Massei       |
|    | Italia (bandiera) | C     | D. Mazzi          |
|    | Italia (bandiera) | A     | L. Onida          |

| N. |                     | Ruolo | Calciatore     |
| -- | ------------------- | ----- | -------------- |
|    | Italia (bandiera)   | D     | L. Pelosini    |
|    | Italia (bandiera)   | A     | M. Picchi      |
|    | Italia (bandiera)   | A     | U. Tagliamacco |
|    | Italia (bandiera)   | C     | F. Tempestini  |
|    | Italia (bandiera)   | A     | F. Tossio      |
|    | Italia (bandiera)   | P     | O. Volandri    |
|    | Ungheria (bandiera) | A     | E. Wellisch    |